# Apamea infesta
Apamea infesta là một loài bướm đêm trong họ Noctuidae.